# Glutamin-(asparagin-)aza
Glutamin-(asparagin-)aza (EC 3.5.1.38, glutaminaza-asparaginaza, ansB (gen), L-asparagin/L-glutamin amidohidrolaza, L-ASNaza/L-GLNaza) je enzim sa sistematskim imenom L-glutamin(L-asparagin) amidohidrolaza. Ovaj enzim katalizuje sledeću hemijsku reakciju
(1) -glutamin + H2O {\displaystyle \rightleftharpoons } L-glutamat + NH3
(2) -asparagin + H2O {\displaystyle \rightleftharpoons } L-aspartat + NH3
Enzim iz bakterije Achromobacter hidrolizuje L-asparagin sa 0.8 brzine hidrolize L-glutamina.

## Literatura
- Nicholas C. Price; Lewis Stevens (1999). Fundamentals of Enzymology: The Cell and Molecular Biology of Catalytic Proteins (Third изд.). USA: Oxford University Press. ISBN 019850229X.
- Eric J. Toone (2006). Advances in Enzymology and Related Areas of Molecular Biology, Protein Evolution (Volume 75 изд.). Wiley-Interscience. ISBN 0471205036.
- Branden C; Tooze J. Introduction to Protein Structure. New York, NY: Garland Publishing. ISBN 0-8153-2305-0.
- Irwin H. Segel. Enzyme Kinetics: Behavior and Analysis of Rapid Equilibrium and Steady-State Enzyme Systems (Book 44 изд.). Wiley Classics Library. ISBN 0471303097.
- William P. Jencks (1987). Catalysis in Chemistry and Enzymology. Dover Publications. ISBN 0486654605.

## Spoljašnje veze
- Glutamin-(asparagin-)ase на 